# Justicialista

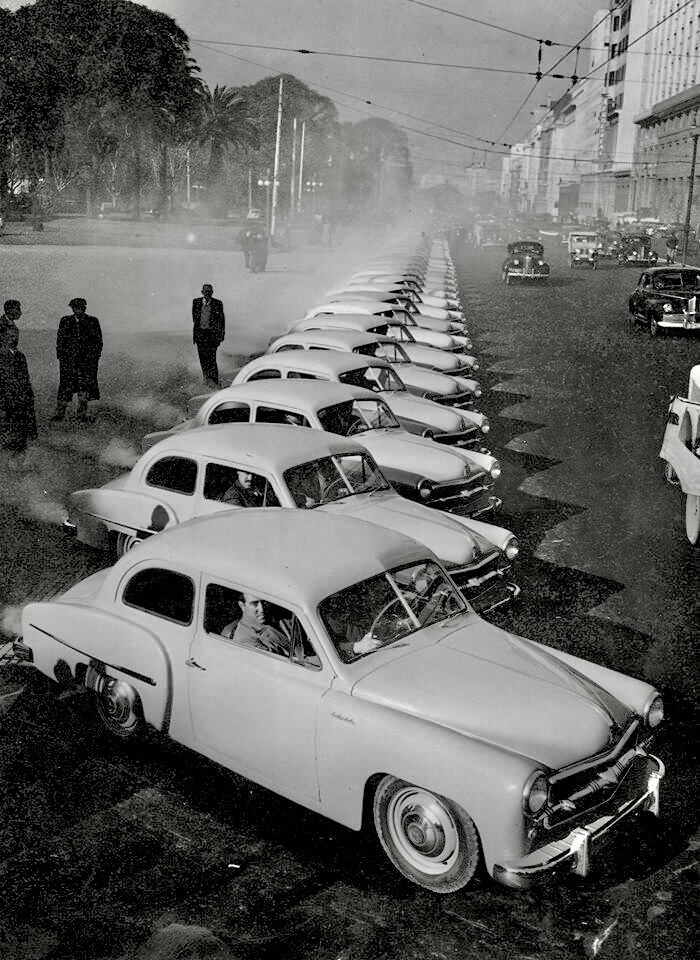
Justicialista Sedán

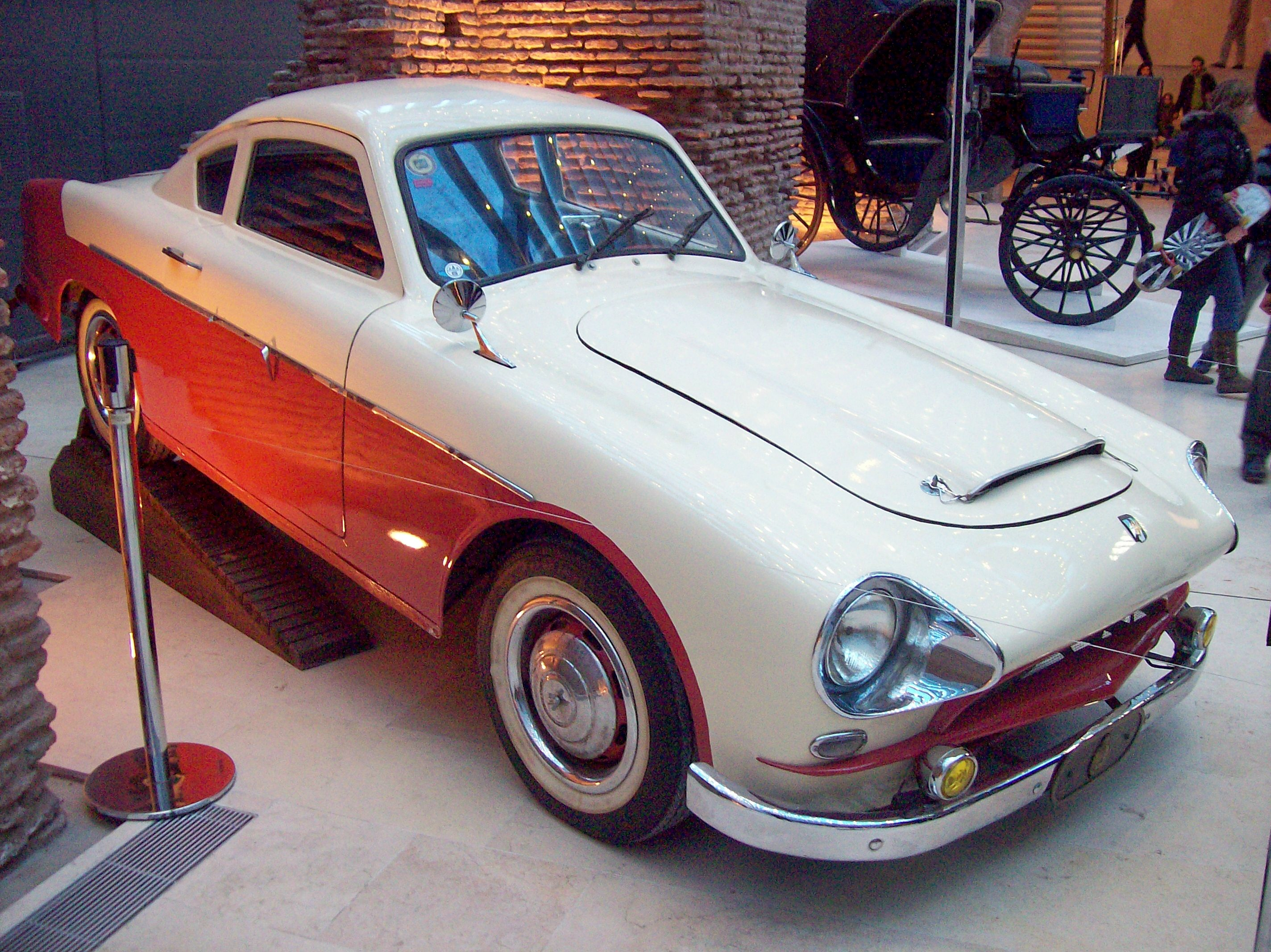
Justicialista Gran Sport von 1954

Justicialista ist eine ehemalige argentinische Fahrzeugmarke.

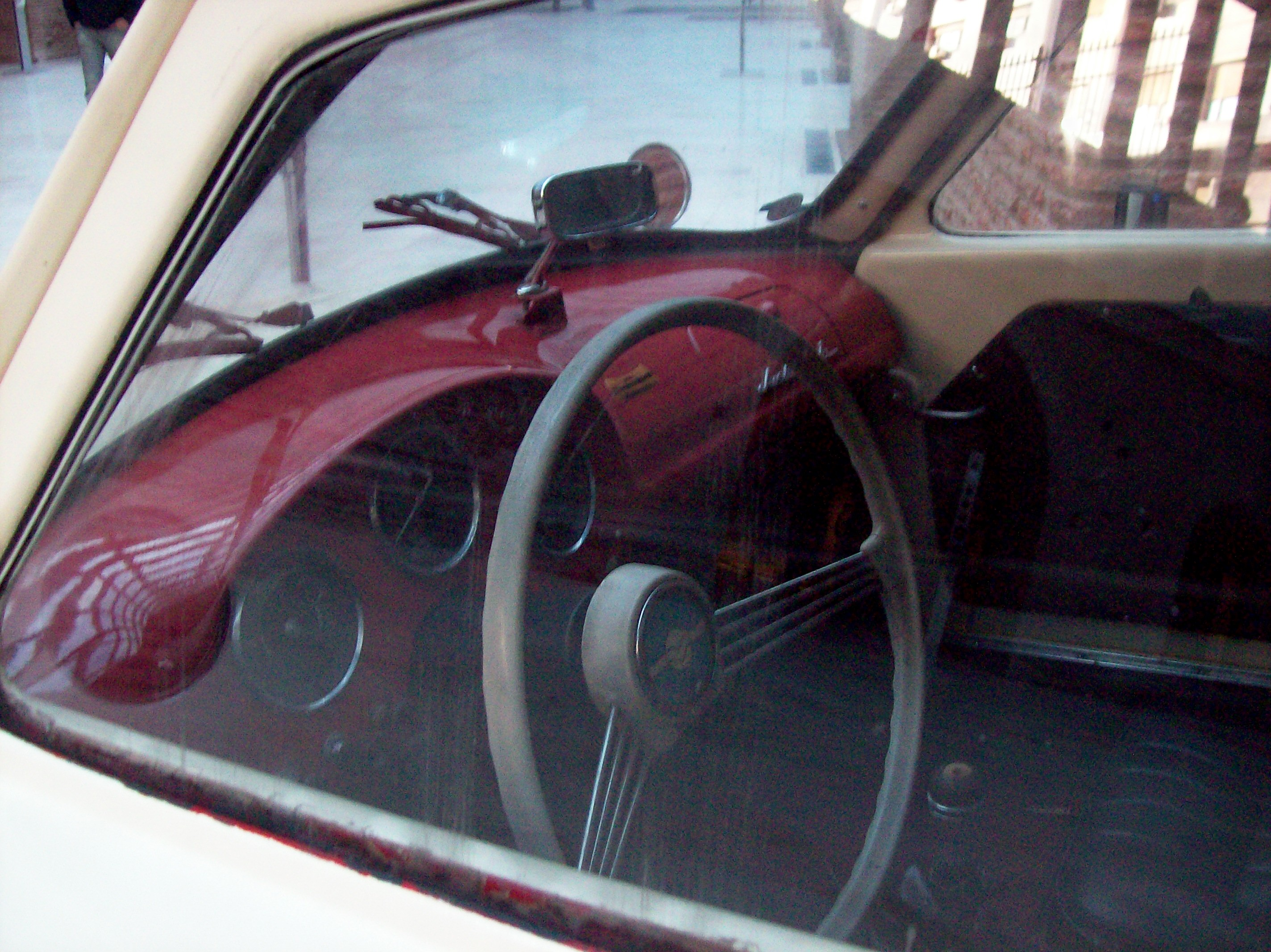
Justicialista Gran Sport 1954 (Armaturen)

## Geschichte
Sie wurde 1951 unter der Regierung von Juan Perón gegründet. Der Markenname war die offizielle Bezeichnung der Peronistischen Partei. Die Marke Justicialista war Teil des staatlichen Unternehmens Industrias Aeronáuticas y Mecánicas del Estado (I.A.M.E.) in Córdoba (Argentinien). Ziel war eine unabhängige argentinische (Automobil-)Industrie. Mit dem Sturz Peróns im Jahre 1955 wurde I.A.M.E. umstrukturiert und die Marke Justicialista aufgelöst. Die Produktion wurde 1956 mit Modifikationen unter dem Namen Graciela wieder aufgenommen.

## Fahrzeuge

### Sedan
Die Serienfertigung begann 1952. Der Sedan war ein 4295 mm langer und 850 kg schwerer Zweitürer mit Kastenrahmenchassis. Das Design wurde in Argentinien entworfen und orientierte sich am 1951er Chevrolet. Von 1952 bis 1954 kam ein 690 cm³ Zweizylinder-Zweitaktmotor mit 17 kW (23 PS) bei 4500/min nach DKW-Baumuster zum Einsatz. Ab 1953 stand ein Vierzylinder-Zweitakt-Doppelkolbenmotor nach Puch-Vorbild mit 800 cm³ und zunächst 23,5 kW (32 PS) bei 4200/min und später 26,5 kW (36 PS) bei 4500/min zur Verfügung. Der Antrieb erfolgte über ein Dreigang-Getriebe auf die Vorderräder.

### Pick-up, Furgón und Rural
Auf Basis der Limousine wurde ab 1952 ein Pick-up (Camioneta) mit einer Ladefläche aus Holz und ab 1953 ein geschlossener Transporter (Furgón) hergestellt. Ein Kombi („Rural“) entstand als Prototyp.

### Gran Sport
Von 1953 bis 1955 wurde das Coupé Gran Sport mit dem 800-cm³-Vierzylinder-Zweitakt-Doppelkolbenmotor sowie mit einem 1,5-Liter-Boxermotor von Porsche mit 50 kW (55 PS) bei 4400/min produziert. Es war eines der ersten Autos mit einer Kunststoffkarosserie (Polyesterharz). Die Maße entsprechen weitgehend dem Sedan. Etwa 250 Sportwagen entstanden. Es gab einen Prototyp mit V8–Motor.

### Sonstiges
Neben PKWs wurden auch der Kleinlastwagen Rastrojero sowie Flugzeuge und Motorräder produziert.